# Frailea schilinzkyana
Frailea schilinzkyana là một loài thực vật có hoa trong họ Cactaceae. Loài này được (F. Haage) Britton & Rose mô tả khoa học đầu tiên năm 1922.